# John Pritchard (Bischof)

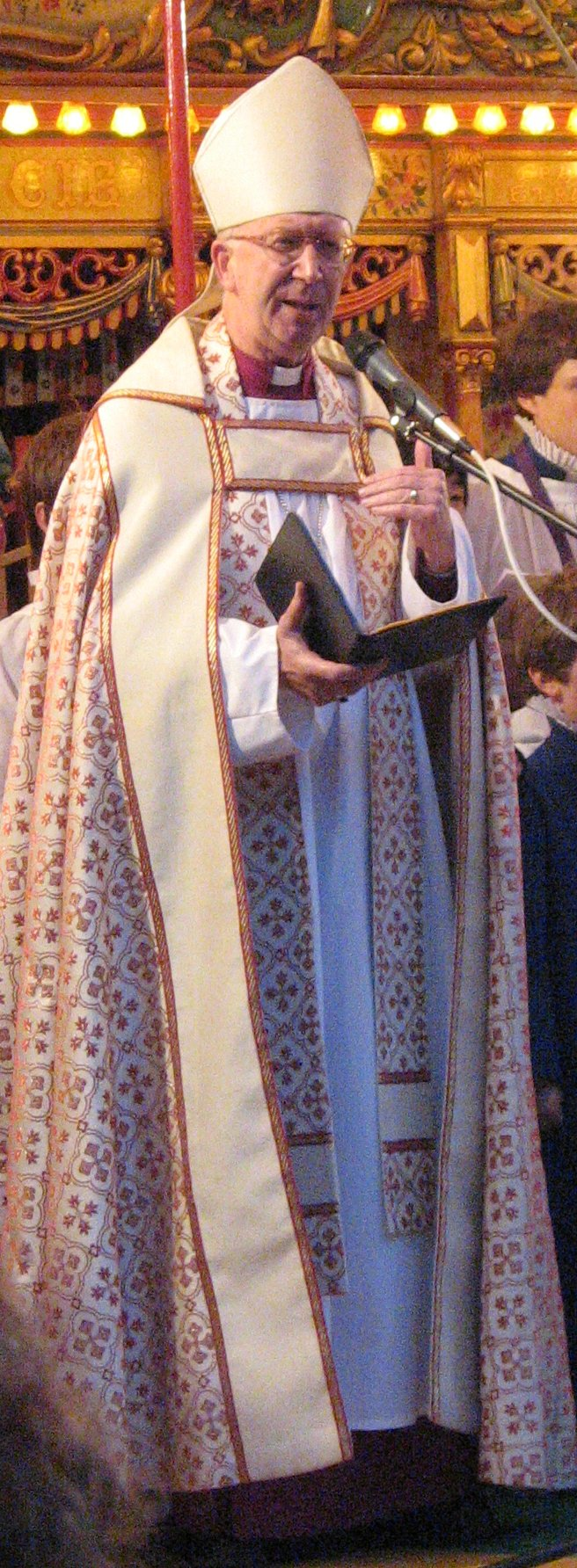
John Pritchard (2007)

John Lawrence Pritchard (* 22. April 1948 in Salford) ist ein britischer anglikanischer Theologe. Er war von 2007 bis 2014 Bischof der Diözese Oxford in der Church of England.

## Leben
Pritchard wurde als Sohn eines Geistlichen geboren; eine Kirchenlaufbahn war in seiner Familie jedoch zuerst nicht für ihn vorgesehen. Er besuchte die Arnold School in Blackpool und studierte zunächst Rechtswissenschaften am St Peter’s College der Universität Oxford. Während der Sommerferien arbeitete er als Straßenbahnschaffner in Blackpool. Nach seinem Abschluss (First Degree) in Jura studierte er in Oxford anschließend Theologie.
Zur Vorbereitung auf das Priesteramt besuchte er das Ridley Hall College der University of Cambridge, wo er ein Diplom in Pastoraltheologie erwarb. 1972 wurde er zum Geistlichen geweiht. Er war von 1972 bis 1976 Pfarrvikar (Curate) in der Kirchengemeinde St Martin’s in the Bullring in Birmingham. 1976 wurde er Kaplan, Jugendseelsorger und stellvertretender Leiter für den Bereich Religionsunterricht (Assistant Director of Religious Education) in der Diözese von Bath und Wells. 1980 wurde er Pfarrer (Vicar) von Wilton im Gemeindebezirk Taunton; dieses Kirchenamt hatte er bis 1988 inne. 1988 wurde er Pastoraldirektor (Director of Pastoral Studies) am Cranmer Hall Anglican Theological College, dem theologischen Seminar des St John’s College der University of Durham; von 1993 bis 1996 war er dort Seminarvorsteher (Warden). Während seiner Zeit an der University of Durham erwarb Pritchard einen Master of Letters im Fach Pastoraltheologie. Von 1996 bis 2001 war er Erzdiakon (Archdeacon) und Residenzkanoniker (Canon Residentiary) an der Kathedrale von Canterbury.
Im Juli 2001 wurde seine Berufung zum Suffraganbischof von Jarrow in der Diözese Durham bekanntgegeben. Im Januar 2002 wurde er zum Bischof geweiht. Im Dezember 2006 wurde er zum Bischof von Oxford berufen. Am 8. Juni 2007 wurde er in der Kathedrale von Oxford offiziell in sein Amt eingeführt.
Er ist der 42. Bischof von Oxford.
2008 unterstützte Pritchard als Bischof von Oxford den Wunsch von muslimischen Gläubigen nach einer Übertragung des Adhān über Lautsprecher vom Minarett der Hauptmoschee (Central Mosque) in Oxford. Pritchard erhielt daraufhin mehrere Todesdrohungen konservativer christlicher Kreise, die unter anderem seine Enthauptung forderten.
Pritchard übte mehrere weitere kirchliche Aufgaben und Ehrenämter aus. Von 1999 bis 2001 war er Mitglied der Generalsynode der Church of England; seit 2007 ist er dort erneut Mitglied. Er gehört seit 2005 dem Vorstand der evangelistischen Organisation Church Army an. Seit 2005 ist er Präsident der Organisation Guild of Health. Seit 2008 ist er Mitglied der Ministry Division der Church of England. Seit 2009 ist er Treuhänder (Trustee) des christlichen Missionswerks Society for Promoting Christian Knowledge (SPCK).
Er ist seit 2007 Honorary Fellow des St Peter’s College der Universität Oxford.
Am 31. Oktober 2014 schied er aus seinem Amt als Bischof von Oxford aus.

## Mitgliedschaft im House of Lords
Pritchard gehörte von 2010 bis 2014 als Geistlicher Lord dem House of Lords an. Seine offizielle Einführung fand am 25. November 2010 statt. Er wurde dabei von Martin Wharton, dem Bischof von Newcastle und von John Saxbee, dem Bischof von Lincoln, unterstützt. Er trat im House of Lords die Nachfolge von David Stancliffe an, der bis 2010 Bischof von Salisbury war.

## Privates
Pritchard ist verheiratet und Vater von zwei Töchtern. Seine Ehefrau Wendy arbeitete viele Jahre als Mathematiklehrerin und war zuletzt als Assistenzlehrerin (Learning Support Assistant) an der Venerable Bede School in Sunderland tätig. Zu seinen Hobbys zählt er Wandern, Fotografie, Lesen, Schreiben von Büchern, Reisen, Musik und Cricket.

## Veröffentlichungen
- Practical Theology in Action. SPCK 1996, ISBN 0-281-05012-0.
- The Intercessions Handbook. SPCK 1997, ISBN 0-281-04979-3.
- Beginning Again. SPCK 2000, ISBN 0-281-05265-4.
- Living the Gospel Stories Today. SPCK 2001, ISBN 0-281-05365-0.
- How to Pray. SPCK 2002, ISBN 0-281-05454-1.
- The Second Intercessions Handbook. SPCK 2004, ISBN 0-281-05649-8.
- Living Easter Through the Year. SPCK 2005, ISBN 0-281-05709-5.
- How to Explain Your Faith. SPCK 2006, ISBN 0-8146-3178-9.
- The Life and Work of a Priest. SPCK 2007, ISBN 978-0-281-05748-1.
- Going to Church: A User's Guide. SPCK 2009, ISBN 978-0-281-05810-5.
- Living Jesus. SPCK 2010, ISBN 978-0-281-06040-5.